# Aleksandr Lebed
Aleksandr Ivanovici Lebed (în limba rusă Алекса́ндр Ива́нович Ле́бедь; n. 20 aprilie 1950 – d. 28 aprilie 2002) a fost un general și politician rus.
Alexandr Lebed ajuns în prim-planul vieții publice din Rusia după tentativa de lovitură de stat din 1991, în timpul căreia un grup de conspiratori din vechea gardă comunistă conservatoare sovietică au încercat să-l răstoarne pe președintele Mihail Gorbaciov și să stopeze cursul reformelor inițiate de acesta din urmă. În momentul critic al crizei, comuniștii conservatori au dat ordin armatei să încercuiască Casa Albă, sediul Parlamentului Rusiei, generalului Lebed fiind însărcinat cu trimiterea tancurilor, dar el a refuzat să acționeze împotriva parlamentarilor și a lui Boris Elțin, președintele RSFS Ruse. Mai târziu, Lebed a fost avansat, devenind adjunct al comandantului VDV – trupelor de parașutiști, Pavel Gracev.
După ce a luat parte la acțiunile violente de înăbușire ale mișcărilor naționale din Caucaz, (printre care și a marșului pentru independență din fața guvernului din Tbilisi (Georgia), în urma căruia au fost uciși 20 de protestatari), Alexandr Lebed a fost numit în iunie 1992 comandant al Armatei a 14-a, dislocată în Moldova. Prezența trupelor rusești este considerată unul dintre factorii puternic destabilizatori din zonă, în timpul conflictului din autoproclamată republică transnistreană.
Pe 30 mai 1995, el a demisionat din funcție și s-a lansat în politică. Candidând pe listele partidului naționalist-moderat Congresul Comunităților Ruse (Конгресс русских общин), în alegerile din decembrie 1995 pentru Duma de Stat, Lebed a reușit să ocupe un loc de deputat, în ciuda faptului că partidul său nu a reușit să treacă de pragul legal de 5%.
Lebed a candidat la alegerile prezidențiale din 1996 și a câștigat 14,5 % din voturi în primul tur de scrutin (al treilea rezultat, după Elțin și Ghennadi Ziuganov). La două zile după încheierea primului tur al alegerilor prezidențiale, președintele în funcție, Boris Elțin, l-a numit pe Lebed "Secretar al Consiliului de Securitate al Federației Ruse" și "Consilier pentru probleme de securitate națională al Președintelui Federației Ruse". În schimb, Lebed l-a sprijinit puternic pe Elțin în al doilea tur de scrutin.
Vederile politice ale lui Lebed au purtat în mod clar amprenta formațiunii sale militare. Admirator al lui Augusto Pinochet și a politicii sale de mână forte din Chile, Lebed avea să declare public că: "păstrarea neschimbată a armatei este baza păstrării neschimbate a puterii executive".
În timpul aparițiilor publice, Lebed, sfătuit de consilierii săi politici, a început să folosească cuvinte obscene, ceea ce i-a adus renumele de "rus dintr-o bucată" și de "naționalist teribil".
Ca președinte al Consiliului de Securitate, Lebed a condus negocierile cu președintele cecen Aslan Mashadov, alături de care a semnat înțelegerile care au dus la încetarea primului război cecen, în august 1996. În luna octombrie a aceluiași an, după un conflict deschis cu ministrul de interne Anatoli Kulikov, Lebed a fost demis din fruntea Consiliului de Securitate.
Pe 7 septembrie 1997, Leded a afirmat în cadrul unui interviu din emisiunea 60 de minute că fosta Uniune Sovietică a pierdut urma câtorva "bombe nucleare de dimensiunea unei valize". Atât guvernul Statelor Unite, cât și cel al Federației Ruse au respins imediat afirmațiile lui Lebed, autoritățile ruse mergând până acolo încât au afirmat că asemenea arme nici măcar nu au fost create.
Pe 17 mai 1998, Lebed a câștigat alegerile pentru funcția de guvernator al ținutului Krasnoiarsk. A rămas în funcție până la moartea sa din 28 aprilie 2002, cauzată de prăbușirea elicopterului în care se afla. Cauza oficială a prăbușirii a fost coliziunea aparatului de zbor cu liniile de înaltă tensiune în timpul zborului, pe timp cu ceață. Până în zilele noastre se mai fac auzite diferite teorii despre conspirații care ar fi dus la moartea lui Lebed.